# Johann Nowotny

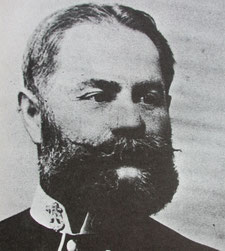
Johann Nowotny

Johann Nowotny (tschechisch Novotný) (* 21. Mai 1852 in Duschnik, Bezirk Raudnitz; † 25. September 1896 in Dobrzan) war ein böhmischer Komponist und Militärkapellmeister und ist vor allem bekannt für seinen 92er Regimentsmarsch (Aller Ehren ist Österreich voll!). Im Tschechischen wurde sein Vorname später zu Jan geändert.

## Lebenslauf
Nach Absolvierung der Prager Orgelschule 1870 war er für 13 Jahre Kapellmeister in der Kaiserlich Russischen Armee. Dies war für Musiker aus Böhmen damals keine Seltenheit, da sie nicht die sonst obligatorische russische Staatsbürgerschaft annehmen mussten.
Am 1. August 1886 wurde Johann Nowotny Kapellmeister beim k. u. k. Infanterie-Regiment Nr. 92 in Theresienstadt in Böhmen. Im Gegensatz zu den Militärkapellen in oder nahe den großen Zentren konnte Nowotny nicht auf gut ausgebildete Musiker, oft sogar auf Absolventen des Konservatoriums, zurückgreifen. Er war selbst großteils für die Aus- und Weiterbildung der Musiker verantwortlich. Trotzdem war es bereits nach kurzer Zeit möglich, auch Platzkonzerte durchzuführen. Diese fanden im nahe gelegenen Kur- und Badeort Teplitz-Schönau statt, wo einmal pro Woche konzertiert wurde.
Nowotny starb am 25. September 1896 als aktiver Kapellmeister.

## Kompositionen

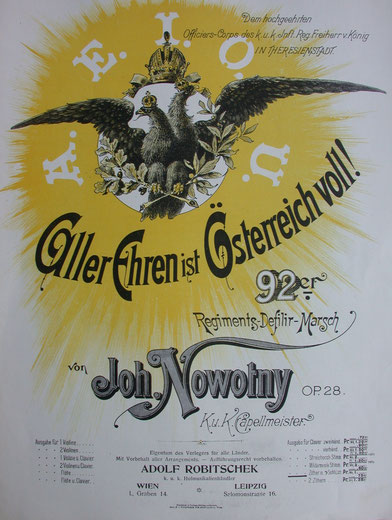
Deckblatt des '92er Regimentsmarsch'

Nowotny komponierte vor allem für seine Militärkapelle, darunter überwiegend Märsche (92er Regimentsmarsch "Aller Ehren ist Österreich voll!"  op. 28; Beroldingen-Marsch op. 31 – gewidmet Oberst Graf Josef Beroldingen, Regimentskommandant der „92er“; Merta-Marsch – gewidmet General Emanuel Freiherr von Merta) und Tanzkompositionen wie die Polka-Mazur Die schöne Leitmeritzerin op. 32.

### 92er Regimentsmarsch

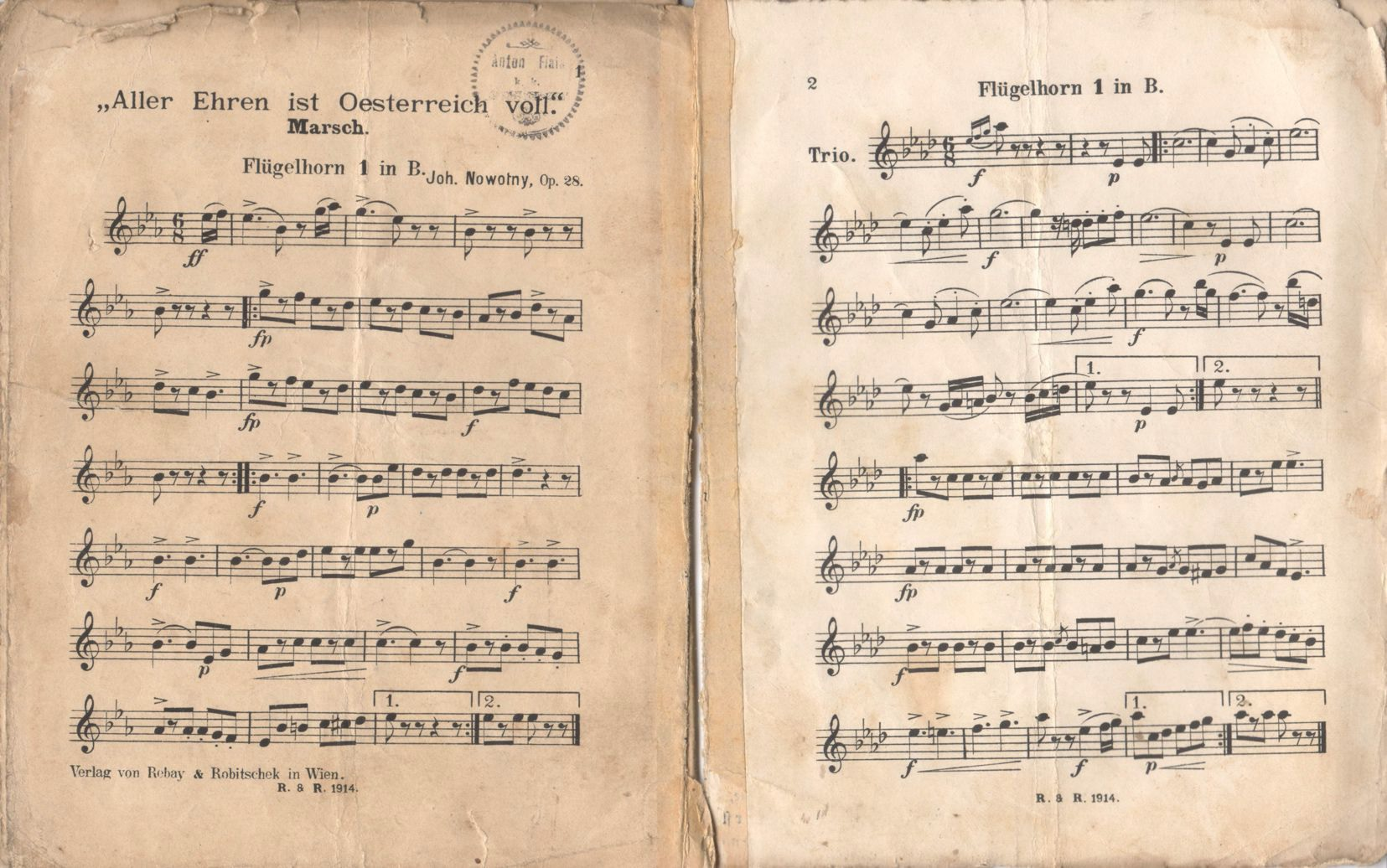
1. Flügelhornstimme des '92er Regimentsmarsch'

Am 15. August 1890 – drei Tage vor dem 60. Geburtstag von Kaiser Franz Joseph – fand ein großes Konzert am „Schönauer Concertplatze“ statt, bei dem der „bewährte Kapellmeister Nowotny“ mit seiner „trefflichen Militärcapelle“ auftrat, wie der Teplitz-Schönauer Anzeiger am 20. August berichtete. Nowotny ließ sich deshalb einen neuen Marsch einfallen, der als 92er Regimentsmarsch op. 28 mit dem Untertitel „Aller Ehren ist Österreich voll!“ in die Geschichte eingehen sollte. Gewidmet ist der Marsch dem Regimentsinhaber Gustav Freiherr von König.
Im letzten Teil des Marsches verwendet Nowotny Motive der bekannten Kaiserhymne Gott erhalte. Dem Zeitungsbericht zufolge war diese „kraftvolle patriotische Huldigung unseres geliebten Monarchen“ ein großer musikalischer Erfolg und erhielt „lebhaften Beifall“. Der „stürmisch acclamirte“ Marsch musste wiederholt werden und dem Komponisten wurde „von vielerlei Seiten schmeichelhafte Anerkennung zu Theil.“
Der Marsch erschien ursprünglich beim Musikverlag Rebay & Robitschek in Wien und wurde bald auch vom Musikverlag Hawkes & Son (London – New York) als Austria-Marsch gedruckt. Da die im Trio verwendete Kaiserhymne von Joseph Haydn auch gleichzeitig als Deutschlandlied dient, erschienen beim Musikverlag Robitschek auch Ausgaben des Marsches mit dem Titel „Deutschland, Deutschland über alles“.

## Bibliografie
- Wolfgang Suppan, Armin Suppan: Das Neue Lexikon des Blasmusikwesens, 4. Auflage, Blasmusikverlag Schulz GmbH, Freiburg-Tiengen 1994, ISBN 3-923058-07-1.
- Paul E. Bierley, William H. Rehrig: The heritage encyclopedia of band music : composers and their music, Westerville, Ohio: Integrity Press, 1991, ISBN 0-918048-08-7.
- Emil Rameis: Die österreichische Militärmusik von ihren Anfängen bis zum Jahre 1918. Ergänzt u. bearb. v. Eugen Brixel. – Tutzing 1976. 208 S., 4 Bl. Abb. (Alta musica 2). ISBN 3-795-20174-8, ISBN 978-3-795-20174-6.
- Joachim Toeche-Mittler: Armeemärsche – 1. Teil – Eine historische Plauderei zwischen Regimentsmusiken und Trompeterkorps rund um die deutsche Marschmusik, 2. Auflage, Neckargmünd, Kurt Vowinckel Verlag, 213 S.
- Joachim Toeche-Mittler: Armeemärsche – III Teil: die Geschichte unserer Marschmusik, Neckargemond: Kurt Vowinckel Verlag, 1975.
- Friedrich Anzenberger: Mitteilungen des Dokumentationszentrums des Österr. Blasmusikverbandes  Nr. 51 – Juli/August 2020
- H. Nicolussi: Novotný, Johann. In: Österreichisches Biographisches Lexikon 1815–1950 (ÖBL). Band 7, Verlag der Österreichischen Akademie der Wissenschaften, Wien 1978, ISBN 3-7001-0187-2, S. 171.